# 中川龍学
中川 龍学（なかがわ りゅうがく 1966年 - ）は、浄土宗西山禅林寺派の僧侶、イラストレーターである。京都市
在住。
「瑞泉寺 住職 中川龍学」と「イラストレーターと僧侶 中川学」という2つの名前を使い分けている。

## 人物
小学校3年生で得度。高校2年生の時に西山禅林寺（永観堂）にて加行。佛教大学文学部仏教学科に進学し、在学中は「当麻曼荼羅」などの仏教美術を学んだ。卒業後は大阪の大手広告代理店にて求人広告制作部に6年間勤務。その後、自坊である京都の瑞泉寺にもどり僧侶とイラストレーターを兼業している。
世界20ヶ国以上で読まれているロンドン発の情報誌「MONOCLE」や、ドイツの著名美術系出版社「TASCHEN」が発行する、世界のイラストレーター特集に掲載されるなど、日本国内外で高い評価を受けている。

## 作品
- 万城目学「とっぴんぱらりの風太郎」（文藝春秋） - 装画＆挿絵[4]
- 「世界でいちばん貧しい大統領のスピーチ」（汐文社） - 絵本[4]
- 「繪草子　龍潭譚」（泉鏡花の作品を絵本にした作品、今泉版画工房） - （2013年アジアデザイン賞受賞）[4]
- 「絵本化鳥」（泉鏡花の作品を絵本にした作品、国書刊行会） - （2013年アジアデザイン賞受賞）[4]
- 「朱日記」（泉鏡花の作品を絵本にした作品、国書刊行会）[4]
- 全日本学生落語選手権「策伝大賞」ポスターグラフィック・策伝上人キャラクター